# Esposa de Júlio Nepos
A esposa de Júlio Nepos foi a última imperatriz do Império Romano do Ocidente, reinando juntamente com o marido, Júlio Nepos, de 474 até 480, mesmo estando ambos exilados de Roma depois de 475.

## História
Júlio conseguiu seu sobrenome, "Nepos" (em latim: "sobrinho"),  no casamento. O nome de batismo de sua esposa não aparece em nenhuma fonte primária, todas as quais relatam que ela era "neptis" do imperador romano do Oriente Leão I, o Trácio (r. 457-474) e sua esposa, Élia Verina. A palavra "neptis" pode ser traduzida como "neta", "sobrinha" ou "parente (próxima)", mas geralmente assume-se que a esposa de Júlio era sobrinha de Leão e, mais provável, parente de Verina ao invés de Leão. O historiador Malco relata que "Verina também se juntou ao grupo, ajudando a esposa de Nepos, sua parente".
O casamento de Júlio pode ter sido parte de um padrão de patrocínio familiar: "o casamento com uma família imperial era algo muito vantajoso e o casamento com uma filha de um imperador permitiria que o genro sonhasse com o púrpura [a cor imperial]". Tanto imperadores quanto imperatrizes, uma vez elevados às suas posições imperiais, tentaria promover seus parentes aos cargos mais altos e ajudá-los a se casarem com as dinastias mais prestigiosas. Ainda que que estas famílias (no sentido amplo) por vezes fracassassem em conseguir o trono, elas conseguiram sobreviver aos solavancos da política e permaneceram relevantes por gerações.
Verina certamente parece ter feito sua parte no desenvolvimento de seus parentes. Entre 468 e 476, Basilisco, Armato e Nepos assumiram poderosas posições no exército. Os três eram parentes ou de sangue ou por casamento da imperatriz. No mesmo período, as filhas de Verina, Ariadne e Leôncia, se casaram respectivamente com Zenão e Marciano, posteriormente um imperador e um usurpador respectivamente. Ela pode ter tido algo a ver com a ascensão do bárbaro Odoacro, que alguns supõem que teria sido seu sobrinho.

## Bibliogriafia
- Cameron, Averil; Ward-Perkins, Bryan.; Whitby, Michael (2000), The Cambridge ancient history 14. Late Antiquity: empire and successors, A.D. 425 - 600, ISBN 0-521-32591-9, Cambridge University Press